# Топущак Микола
Микола Топущак (нар. ? — пом. після 1934) — сотник Буковинського Куріня, 3-ї Стрілецької дивізії Армії УНР, курінний отаман.

## Життєпис
Народний вчитель у Великому Кучурові, делегат від Буковини на ювілейний конгрес «Просвіти» в 1909 р. Один із засновників товариства «Руський Міщанський Хор», член товариства «Український Народний Дім» в Чернівцях, ювілейна хроніка якого за 1934 р. згадує про М.Топущака як про учителя в Києві на той час.